# Sagina pilifera
Sagina pilifera là loài thực vật có hoa thuộc họ Cẩm chướng. Loài này được (DC.) Fenzl miêu tả khoa học đầu tiên năm 1833.